# ایان کرایب
ایان کرایب (به انگلیسی: Ian Craib) (متولد ۱۲ دسامبر ۱۹۴۵ - متوفای ۲۲ دسامبر ۲۰۰۲) جامعه‌شناس و روان‌درمانگر اهل انگلستان بود.
وی دکترای خود را از دانشگاه ویکتوریای منچستر اخذ کرد. او همچنین به ترکیب جامعه‌شناسی و روان‌کاوی گرایش داشت، که از علاقه او به روان‌کاوی ناشی می‌شد.  کرایب در دوران تدریسش به یکی از چهره‌های شناخته شده بین‌الملی در جامعه‌شناسی بدل شد.
از آثار وی که در ایران نیز به چاپ رسیده‌اند می‌توان به این عناوین اشاره کرد:
- نظریه اجتماعی مدرن، ترجمه عباس مخبر، نشر آگه
- نظریه اجتماعی کلاسیک، ترجمه شهناز مسمی‌پرست، نشر آگه
- فلسفه علوم‌اجتماعی، نشر آگه